# Tonight (canção de Luna Sea)
"Tonight" (estilizado em maiúsculas) é o décimo terceiro single da banda de rock japonesa Luna Sea, lançado em 17 de maio de 2000 e incluído no álbum  Lunacy. "Tonight" foi composta por J e é a canção de lado A de um single da banda com a menor duração.

## Produção
O videoclipe de "Tonight" foi dirigido por Shūichi Tan, que anteriormente também dirigiu o videoclipe de "Gravity". Conta com a participação do modelo e ator Enrique Sakamoto.
A canção foi composta por J, e o menino que aparece no videoclipe representa ele quando adolescente. Ela foi tocada ao vivo em alguns de seus shows solo. Também foi usada como música tema na transmissão do WOWOW do Campeonato Europeu de Futebol de 2000.

## Desempenho comercial
O single alcançou a quarta posição na Oricon Singles Chart e permaneceu na parada por oito semanas.

## Faixas
Todas as letras escritas por Ryuichi. 
| N.º            | Título         | Música         | Duração |  |
| 1.             | "Tonight"      | J              | 3:03    |  |
| 2.             | "Be Gone"      | Inoran         | 5:10    |  |
| 3.             | "Be in Agony"  | Inoran         | 4:21    |  |
| Duração total: | Duração total: | Duração total: | 12:25   |  |

## Ficha técnica
Luna Sea
- Ryuichi - vocais
- Sugizo - guitarra
- Inoran - guitarra
- J - baixo
- Shinya - bateria